# Les Chapieux

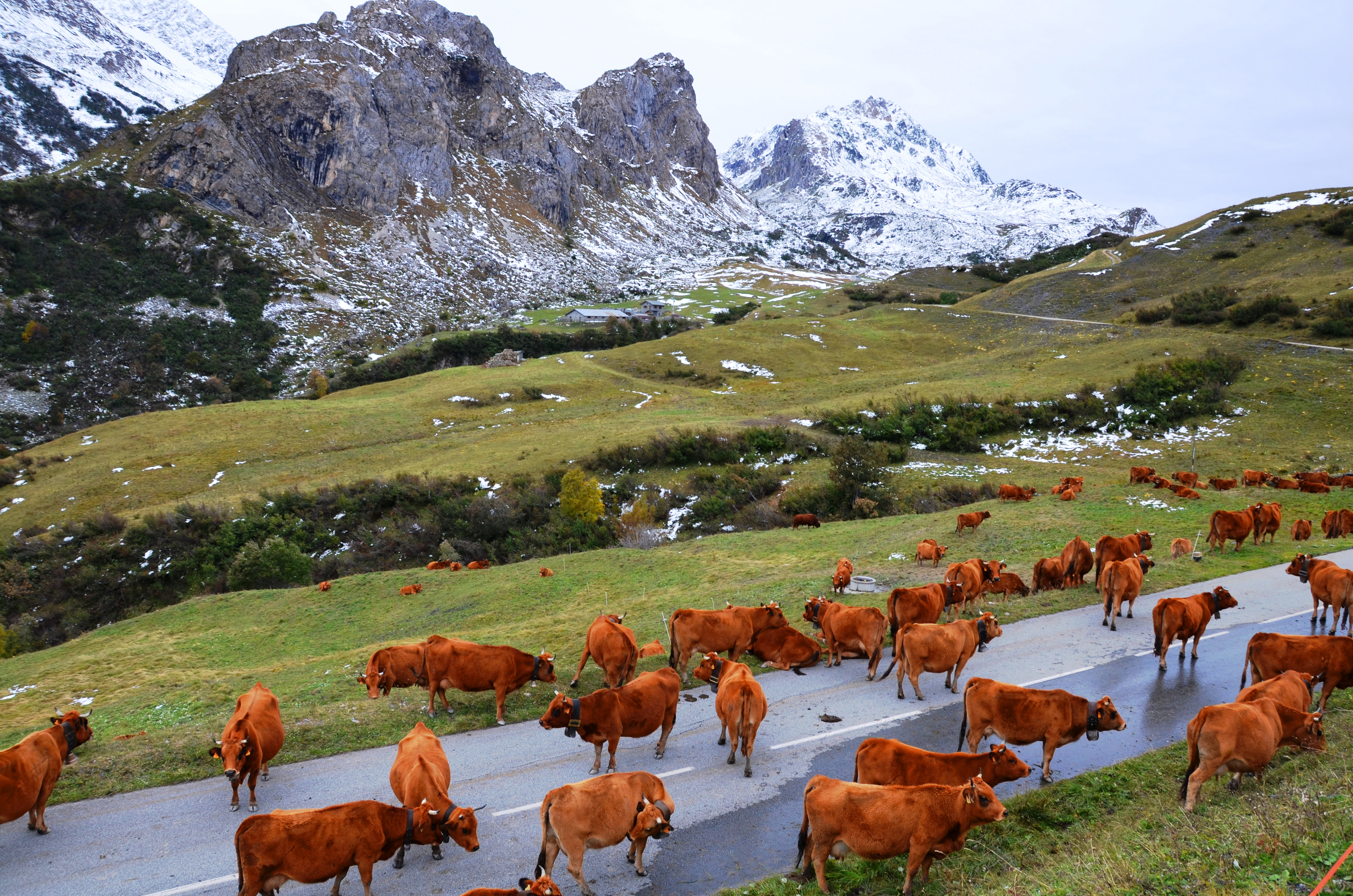
Vaques de la raça Tarentaise acabades de munyir a la mateixa carretera, a Les Chapieux

Les Chapieux és un petit assentament alpí amb un grup d'edificis al voltant de l'alberg conegut com l'Auberge de la Nova. Es troba al Parc nacional de la Vanoise a aproximadament 1.550 metres sobre el nivell del mar i situat gairebé al cap de la vall des Chapieux que discorre en direcció sud cap a la localitat de Bourg-Saint-Maurice. Les Chapieux és una parada del famós Tour du Mont Blanc, i un punt d'avituallament de la cursa anual Ultra-Trail du Mont-Blanc.